# مت فورستر
مت فورستر (انگلیسی: Matt Forster; ۲۴ اوت ۱۹۰۰ – ۱۹۷۶ (۷۵−۷۶ سال)) بازیکن فوتبال اهل بریتانیا بود.
از باشگاه‌هایی که در آن بازی کرده‌است می‌توان به باشگاه فوتبال چارلتون اتلتیک، باشگاه فوتبال تاتنهام هاتسپر، و باشگاه فوتبال ردینگ اشاره کرد.